# Teremoana Roihau
Teremoana Jonathan Roihau (* 4. März 1982) ist ein französisch-polynesischer Fußballschiedsrichter.
Seit 2023 steht Roihau auf der Liste der FIFA-Schiedsrichter und pfeift internationale Fußballpartien.
Roihau wurde für die Ozeanienmeisterschaft 2024 in Fidschi und Vanuatu nominiert, kam bei dieser jedoch nicht als Hauptschiedsrichter zum Einsatz.